# Martin Heidegger
Martin Heidegger (Meßkirch, 26 september 1889 – Freiburg im Breisgau, 26 mei 1976) was een Duitse filosoof. Zijn filosofisch hoofdwerk, Zijn en Tijd, werd in 1927 uitgegeven. In dit werk probeert Heidegger de vraag naar het zijn opnieuw te stellen.
Heidegger was omstreden door zijn lidmaatschap van de NSDAP en zijn onverbloemde steun aan Hitler van 1933 tot de val van het naziregime. Toch vormde hij een grote inspiratiebron voor vele filosofen na hem.

## Leven

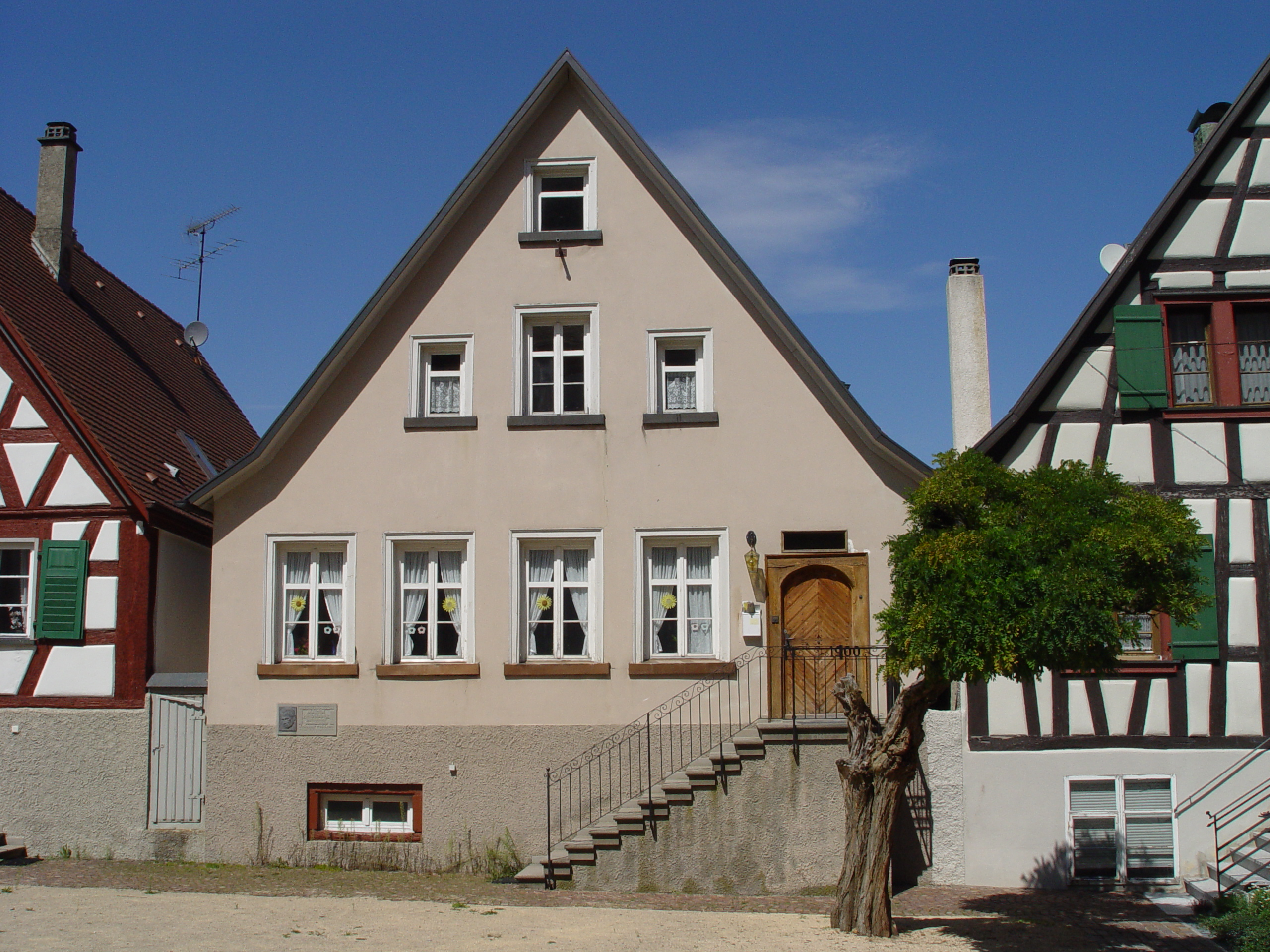
Het Mesmerhaus in Meßkirch, het huis waar Heidegger opgroeide

Martin Heidegger werd op 26 september 1889 geboren in Meßkirch (Oberschwaben) in een rooms-katholiek gezin, als oudste kind van Friedrich en Johanna Heidegger. Zijn vader was kuiper en koster van de plaatselijke rooms-katholieke kerk. Met een beurs van een katholieke stichting bezocht hij het gymnasium in Konstanz (1903) en daarna (1906) in Freiburg im Breisgau (Zwarte Woud). In 1909 werd hij aldaar student, oorspronkelijk theologie – omdat hij priester wilde worden – maar vanaf 1911 filosofie. In 1913 promoveerde hij, in 1915 gevolgd door de Habilitation (met het recht om zelf aan een universiteit les te geven).
De Eerste Wereldoorlog onderbrak zijn academische carrière. Als dienstplichtige werd hij in 1915 ongeschikt bevonden voor gevechtstaken, en ingedeeld bij de dienst voor post en weerkunde. In 1917 trouwde hij met de van oorsprong lutherse Elfride Petri. Na zijn ontslag uit het leger in 1918 werd hij onbezoldigd docent (Privatdozent) aan de Universiteit van Freiburg en assistent van Edmund Husserl, grondlegger van de fenomenologie, die daar in 1916 tot gewoon hoogleraar was benoemd. Heidegger begon bekend te worden als een briljant leraar. Later zou Hannah Arendt schrijven dat zijn lessen over Aristoteles, Sint-Paulus, fenomenologie, de alledaagse wereld en het menszijn hem de naam van "verborgen koning" van de filosofie (der heimliche König der Philosophie) opleverden. Kort na de geboorte van zijn zoon Jorg in januari 1919 brak hij met het katholicisme.
Elfride zou een grote invloed hebben op zijn verdere praktische leven. Zo ontwierp zij bijvoorbeeld de Hütte, een houten vakantiehuisje tegen een heuvel bij Todtnauberg, nu skioord, waar Heidegger telkens weer rust zocht en waar zijn belangrijkste werken tot stand zijn gekomen. Het echtpaar kreeg twee zonen, doch Martin Heidegger was niet de biologische vader van hun jongste zoon Hermann, die later mederedacteur van Heideggers verzamelde werk was.
Hoewel Heidegger een tijdlang een zekere waardering had voor Husserl, ontwikkelde hij zich in een andere richting, namelijk die van de ontologie, de leer van het wezen van het zijn, en vooral de waarheid van het zijn. Hij vernieuwde deze denkwijze.
In 1923 volgde een buitengewoon hoogleraarschap in Marburg, een klein stadje waar hij zich niet echt thuis voelde: hij schreef in brieven over de matte en naargeestige sfeer, en hij was blij dat hij in de vakanties naar de Hütte kon. Een intieme relatie met zijn studente Hannah Arendt bracht wat verlichting. Een positief punt was dat zijn colleges een steeds groeiende schare enthousiaste studenten trokken, die gebiologeerd raakten door het filosoferen dat zich voor hun ogen leek te voltrekken. Zijn vernieuwende ideeën die hij op zijn studeerkamer ontwikkelde, probeerde hij in de colleges op de studenten uit. Zo steeg zijn roem in Duitsland, hoewel hij niet of nauwelijks publiceerde. Toen Husserls terugtreden als professor aangekondigd werd, stortte hij zich in grote haast op het schrijven van een uitvoerige ontologische studie, voorbereid in zijn colleges, die, onder de titel Sein und Zeit bij het verschijnen in 1927 groot opzien baarde. Dankzij dit hoofdwerk kon hij hoogleraar worden en vestigde hij definitief zijn naam als zeer oorspronkelijk denker.
Mede op grond van Sein und Zeit keerde hij in 1928 terug naar Freiburg als opvolger van Husserl, op diens wereldwijd geroemde leerstoel voor wijsbegeerte.

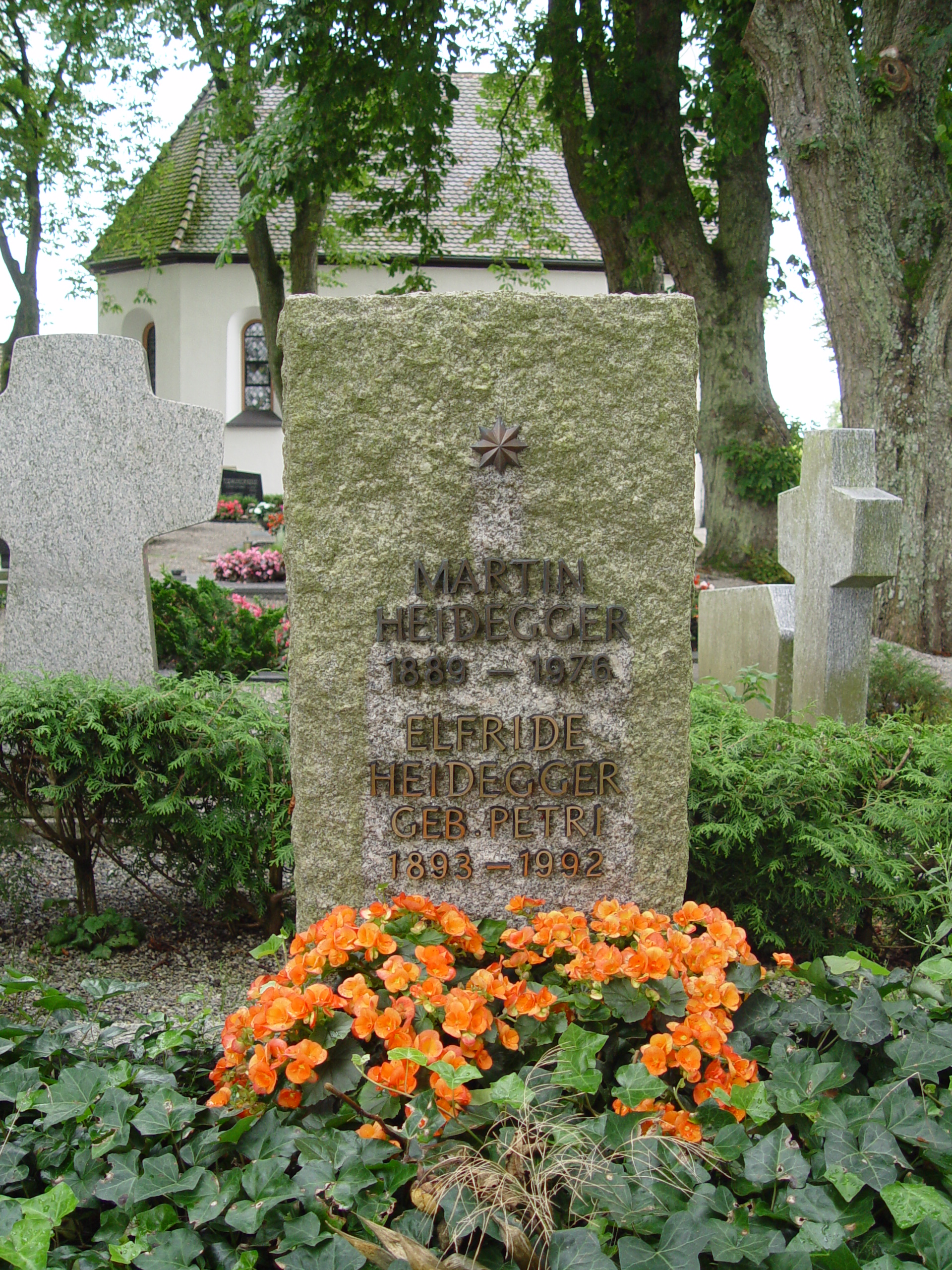
Martin Heidegger´s graf in Meßkirch

De opkomst van de nationaalsocialistische beweging (NSDAP) in Duitsland liet ook Heidegger niet onberoerd. Zijn vrouw was vurig aanhangster van de NSDAP. Vanaf 1932 sympathiseerde Heidegger openlijk met Hitlers ideaal van nationale verheffing ('nationale Erhebung'). Na de filosofie vernieuwd te hebben, wilde hij de maatschappij vernieuwen.
Op 21 april 1933 kozen zijn collega's hem vrijwel unaniem als nieuwe rector van de Freiburger universiteit. Hij volgde hiermee professor Von Möllendorf op die (waarschijnlijk) onder druk van de naziregering de dag ervoor was afgetreden. Op 3 mei 1933 trad Heidegger met een groot aantal andere hoogleraren en docenten demonstratief toe tot de NSDAP (voor deze groep was er geen verplicht lidmaatschap, zoals dat wel gold voor onder meer ambtenaren). Heideggers praktisch-politieke handelen vond zijn 'hoogtepunt' in zijn Rektoratsrede op 27 mei 1933, waarmee hij zijn nieuwe functie aanvaardde. Ook een aantal voordrachten, colleges en redevoeringen uit dat jaar getuigen van geloof in het nieuwe Duitsland. Heidegger heeft nooit publiekelijk spijt betuigd voor zijn bewondering van Hitler en de grote verwachtingen die hij jegens diens nationaalsocialisme koesterde.
In zijn Rektoratsrede pleitte hij voor een door een leider ('Führer'), namelijk Heidegger zelf, geleide universiteit met zeer veel inspraak voor jonge docenten en studenten die het kader zou opleiden voor een wezenlijk andere elite in het Nieuwe Duitsland, die een eind zou maken aan de oerconservatieve academische opleiding.
Na een jaar (april 1934) diende hij al zijn ontslag in, teleurgesteld omdat hij voor hetgeen hij wilde bereiken onvoldoende steun (door interne sabotage en onduidelijkheid) kreeg vanuit de NSDAP. Hij bleef echter gewoon hoogleraar aan de universiteit van Freiburg en lid van de NSDAP tot aan het eind van de Tweede Wereldoorlog. Ook bleef hij tot zijn levenseinde in zijn denken trouw aan zijn ideaal van een nationale Erhebung: op grond van het oorspronkelijke denken van de oude Grieken (de presocratici) en mede geïnspireerd door dichters als Friedrich Hölderlin het wezen van het Zijn en het Dasein telkenmale opnieuw te overdenken.
Na het eind van de Tweede Wereldoorlog kreeg hij door de Franse bezettingsmacht tot zijn emeritaat in 1951 een leerverbod opgelegd. Zijn hoogleraarschap werd hem niet ontnomen, zijn salaris werd doorbetaald, maar hij mocht geen colleges meer geven. Heidegger verkeerde daardoor geruime tijd in een ernstige psychische crisis.
Vanaf begin jaren vijftig bezon hij zich nogmaals op het wezen van de kunst, de taal, de techniek, van bouwen en wonen. Een kernthema bleef de kritiek op de menselijke wil tot macht, tot wereldoverheersing en de maatloze overmacht van de techniek. Daartegenover stelde hij de mens/dichter/filosoof als de hoeder van het Zijn. Hij werd een gevierd spreker bij seminars en genoot hoog aanzien. Veel werk werd in allerlei talen vertaald, en vooral Frankrijk beleefde onder andere via Levinas een ware Heideggerrenaissance. Begin jaren zeventig trok hij zich steeds meer terug uit het openbare leven.
Heidegger was nooit een groot reiziger geweest, en bleef het liefst zo dicht mogelijk bij zijn geliefde Zwarte Woud. Hij was wel een paar keer in Frankrijk en Zwitserland geweest, maar die landen lagen dan ook vlak bij Freiburg en konden met een korte treinreis worden bereikt. Op het einde van zijn leven reisde hij echter verschillende keren naar Griekenland; aanvankelijk in 1960 aarzelend, wellicht uit angst dat zijn hoge en geïdealiseerde verwachtingen zouden worden teleurgesteld, moet hij toch van de uitstap hebben genoten, want hij keerde nog terug in 1964, 1966 en 1967.
In alle rust overleed hij op 26 mei 1976 in Freiburg. Op uitdrukkelijk eigen verzoek werd hij 28 mei in zijn geboorteplaats Meßkirch op katholieke wijze begraven.

## Werk
Het is ondoenlijk Heideggers buitengewoon omvangrijke oeuvre in een kort bestek samen te vatten: daarvoor is het te uitgebreid en vertoont het te veel ontwikkelingen en verschuivingen in aandacht en onderwerpen. Bovendien zijn nog niet alle werken van Heidegger gepubliceerd. De uitgeverij Vittorio Klostermann Verlag werkt (al meer dan 30 jaar) aan een uitgave van de volledige werken van Heidegger ('Gesamtausgabe') die naar verwachting uiteindelijk uit meer dan 100 delen zal bestaan. Maar ondanks de veelheid van zijn onderwerpen en de ontwikkelingen in zijn denken, centraal in zijn werk staat de vraag naar de zin van het zijn. Dit is de zoektocht naar, zoals Heidegger dit noemt, "het Zijn van het Zijnde". Vanuit dit 'zijn' wordt van alles dat 'is', bepaald dat het is en hoe het is. Volgens Heidegger heeft de westerse ontologische filosofie zich vanaf Aristoteles uitsluitend met het zijnde beziggehouden en de meest wezenlijke dimensie ervan, namelijk de zijnsvraag erachter/eronder vermeden.

### Eerste inspiratie
Aanvankelijk, in zijn vroege Freiburgse jaren, is hij geboeid door de scholastiek (zijn habilitatie is gewijd aan werk van de middeleeuwse filosoof Duns Scotus) en door Aristoteles, kerkvaders en Kant. Daarna verschuift even zijn aandacht naar de fenomenologie – hij is dan immers assistent van Husserl, wiens fenomenologische methode een grote invloed uitoefent op zijn denken.
Tijdens zijn jaren in Marburg hebben onder anderen Plato, Augustinus, Luther, Hegel, Schelling en Kierkegaard zijn belangstelling. Ook zijn contact met de protestantse Marburgse theoloog Rudolf Bultmann zal daar van grote invloed zijn.

### Zijn en Tijd
In 1927 verschijnt Heideggers belangrijkste werk, Sein und Zeit (SuZ; in de Nederlandse vertaling van M. Wildschut in 1998 verschenen als Zijn en Tijd). In dit boek staat de vraag naar het zijn, oftewel 'wereld', centraal. Heidegger gaat op zoek naar een antwoord op deze vraag met behulp van fenomenologische ontologie, die zich allereerst dient te richten tot de existentie van het Dasein, oftewel de alledaagsheid van de mens. Met andere woorden: wat impliciet is in het ontische (het voorontologische, alledaagse doorsneebestaan, zoals het zich als fenomeen voordoet aan de mens) zal expliciet worden gemaakt, en daarmee wordt het ontologisch.
'Zijn' of 'wereld' betreft datgene waarnaar 'zijnden' (dingen waarmee we in de alledaagsheid vertrouwd zijn) kunnen overstijgen. Als voorbeeld neemt Heidegger de wereld van het hameren: gebruikt de mens een hamer, dan beschouwt hij dit ding allereerst niet als louter een stuk ijzer en een stuk hout, maar associeert hij dit met de wereld van het hameren. Op die manier laat de mens het zijnde (hamer) zijn betekenis hebben; het geeft het vrij op zijn wereld (het hameren). Door te handelen, door het zijnde vrij te geven op het zijn, is er in de alledaagsheid altijd al sprake van transcendentie, naar wereld.
Alle ingevulde, concrete manieren van in-de-wereld-zijn (je kunt vele andere voorbeelden bedenken: die van vervoer van A naar B, van koken, etc.) behoren tot één geheel aan betrekkingen. Volgens Heidegger gaat elk vrij-geven-op uiteindelijk echter niet terug op dit geheel aan associaties, maar op de mogelijkheid überhaupt (oftewel mogelijkheidsvoorwaarde) van het alledaagse vrij-geven-op, namelijk een oningevulde mogelijkheid (het primaire waartoe, of het kunnen-zijn) waarbij de mens geen associatie meer heeft. Oftewel, deze mogelijkheid is een niets.
Sein und Zeit is tegelijkertijd een onderzoek naar de vrijheid: de vrije mens zou een open, toegankelijk wezen moeten zijn. Maar Heidegger constateert dat in realiteit, in de alledaagsheid, de mens juist niet vrij is; dat het zich niet realiseert dat het zich eigenlijk altijd al verhoudt tot mogelijkheid überhaupt. Deze onvrijheid heeft te maken met de anderen waarmee de mens doorgaans wordt geconfronteerd. In de alledaagsheid gaat de mens op in het leven zoals men het leeft. Heidegger noemt dit 'het Men' (das Man). Het Men ontlast de mens, maar ontneemt tegelijkertijd haar individuele verantwoordelijkheid. In de openbaarheid wordt de mens afstandelijk en krijgt het leven een doorsneekarakter. "Zoals het hoort" wordt verheven boven wat gewaagd kan worden, en daardoor wordt het bekende verheven boven het onbekende. Sterker uitgedrukt is er sprake van nihilisme: de morele vraag "hoe moeten we leven?" komt in de alledaagsheid meestal niet ter sprake.
Tot zover het in-de-wereld-zijn van het Dasein, de vertrouwdheid van de mens met zijn alledaagse leven. Een fenomeen waarin het eigenlijke bestaan, waarin de openheid voor het onbekende, voor mogelijkheid überhaupt, toch naar voren komt, is de angst. Het is niet de vrees voor een bedreiging, maar het wegvallen van de alledaagse, vertrouwde wereld. De mens kan op zo'n moment, waarop het gehele leven plotseling betekenisloos lijkt, terugkrabbelen naar zijn veilige, ingevulde leven. Het alternatief waar het Heidegger om gaat is echter de moedige stap om dit 'niets' niet uit de weg te gaan. De mens gooit het in dat geval ergens op, maar het weet niet precies wat het terug kan verwachten. Op dat moment is het Dasein aan zichzelf en de anderen vooruit: het richt zich op (in mogelijkheid gelegen) vrijheid in zijn eigen persoonlijke existentie. Maar deze mogelijkheid heeft nog geen realiteit, en is dus niet uit te houden. Bovendien is het volgens Heidegger zaak om, wanneer je een bijzondere mogelijkheid of een inzicht hebt verkregen, dit niet voor jezelf te bewaren, maar om dit terug te brengen in de samenleving.
De mens kan dus vrij zijn door mogelijkheid voorop te laten gaan, maar moet vervolgens iets van de zaak waar het om gaat (de open manier van leven die wordt nagestreefd, de vrijheid of mogelijkheid) terugbrengen in de wereld waar hij zich in eerste instantie tegen afkeert. Deze boodschap vertaalt Heidegger vervolgens in een tijdstheorie, waarin de open toekomst voorop gaat (door vooruit te lopen, de mogelijkheid überhaupt in), die toekomst vervolgens wordt teruggebracht in het verleden (het leven waarin de mens altijd al geworpen was, waar de geconcentreerde mens nu juist een levende traditie tot stand kan laten komen), en uiteindelijk in het heden de concrete realisatie van deze zaak gebeurt en de mens toevalt. Heidegger breekt zo met de lineare tijd, waaraan het nihilisme, dat altijd maar blijft hangen in het verleden, zich schuldig maakt.

### Over het wezen van de grond
Na de publicatie van SuZ wijdde hij zich in 1928 aan zijn tekst Vom Wesen des Grundes (Ned. vert. Over het wezen van de grond, 2001). In deze tekst keren vele thema's van SuZ terug, maar nu met het oog op 'wereld' en 'grond'. Volgens hem zijn vele centrale filosofische en wetenschappelijke vragen uiteindelijk funderingsvragen: vragen naar het waarom of waardoor, of vragen naar het doel, de zin, de mogelijkheidsvoorwaarden, de vooronderstellingen van waaruit, enzovoort.

### Over het wezen van de waarheid
In de colleges komen de presocratici en Plato aan de orde. Hij bezint zich opnieuw op het wezen van de waarheid – 'wezen' als werkwoord gedacht – zoals dat in het Griekse woord aletheia wordt uitgedrukt: letterlijk onverborgenheid. Daarbij onthult hij de structuur van de waarheid zoals deze voorafgaat en vormgeeft aan de gangbare opvatting van waarheid. Van een ware uitspraak verwachten we duurzaamheid en betrouwbaarheid: hij klopt altijd en ondersteunt ons leven. Echter we weten ook dat de werkelijkheid nooit te vangen is in een uitspraak daarover. Daarvoor is ze altijd te complex. Heideggers uitgangspunt van de waarheid is het waar-nemen, bijvoorbeeld als we proeven of de soep zout genoeg is: de tong proeft, het hoofd beoordeelt en we stellen vast. Zulke uitspraken, maar ook wetenschappelijke, zijn pas mogelijk als op voorafgaand niveau de waarheid ervan zich onthult en tegelijkertijd zich verbergt. Wat verborgen werd, kan deels onthuld worden, maar dan weer op dezelfde manier verhullend. Zo zal er nooit een definitief antwoord op welke vraag ook zijn. Ook voor Heidegger kon metafysica slechts op geloof uitmonden.
Met zijn voordracht Vom Wesen der Wahrheit trekt hij in die jaren (herfst 1930 tot 1932) door heel Duitsland. Hij toont daarin aan dat het wezen van de waarheid de vrijheid is. Het is de vrijheid van het laten-zijn van een 'zijnde', waardoor iets 'is' en er een ware uitspraak over gedaan kan worden.
De uiteindelijke versie van de tekst ervan heeft een grote rol gespeeld in de Heideggerinterpretatie. De zogenaamde Kehre, de omslag die zich in zijn denken voltrokken zou hebben, zou daarin voor het eerst aanwijsbaar zijn.
Zijn overdenken van de waarheid en het gids Führer-zijn dat hij in Plato's allegorie van de grot onderzoekt, valt samen met de komst van die ándere Führer, Adolf Hitler. Er is veel voor te zeggen dat Heidegger een tijdlang (eind 1932/voorjaar 1934) in Hitler – maar zeker ook in zichzelf wat betreft het "nieuwe denken" – een dergelijke gidsfunctie meende te moeten zien, de gids die de geketenden in de grot naar het licht zou leiden.

### Aanvoerder van nieuw soort universiteit
Niet voor niets zegt Heidegger in zijn Rektoratsrede (27 mei 1933: Die Selbstbehauptung der deutschen Universität) dat hij zichzelf beschouwt als de Führer van een nieuwe academische gemeenschap in het Nieuwe Duitsland, een Kampfgemeinschaft op zoek naar de waarheid van de oude Grieken. Hij wijst de studenten op hun verbondenheid met 'het volk' dat de drager is van die oorspronkelijke waarheid, en bindt de studenten hechter aan die volksgemeenschap door middel van Arbeits-, Wehr-, und Wissensdienst. Hij ziet hierin een groots begin van een totaal nieuw tijdperk waarin studenten met wetenschappers samenwerken binnen een echte academische gemeenschap zoals hij die reeds in zijn Antrittsrede (1929) had aangekondigd.

### Kunst en "gelatenheid"
Nadat hij zich heeft teruggetrokken uit het echt praktisch-politieke gebeuren (april 1934), richt hij zich onder andere op het wezen van de kunst (bijvoorbeeld in Der Ursprung des Kunstwerkes, 1935), de dichtkunst (Hölderlin in het bijzonder, in wiens werk hij een voortzetting van het oud-Griekse denken meende te herkennen), het denken van Hegel en vooral van Nietzsche (in uitvoerige colleges).
Tijdens de oorlogsjaren keerde hij, met colleges over Herakleitos, Anaximander en Parmenides, opnieuw terug naar de oude Grieken. Het nogal revolutionaire denken uit begin jaren dertig heeft nu plaatsgemaakt voor meer Gelassenheit, het in alle rust over zich heen laten komen van de waarheid. In dat kader neemt hij, onder andere in Brief über den Humanismus (1947), afstand van het existentialisme zoals zich dat met name in Frankrijk (o.a. bij Sartre) had ontwikkeld. Heidegger vindt Sartres interpretatie van delen uit Sein und Zeit niet adequaat.

### Techniek
Heidegger beschreef zijn visie op techniek in Die Frage nach der Technik (1954), en Die Technik und die Kehre (1962). Volgens Heidegger zijn wetenschap en techniek in de westerse cultuur dominant. Moderne techniek is geen neutrale kracht, maar een vorm van tevoorschijn vorderend ontbergen. Deze techniek stelt de natuur eisen, dwingt ze, daagt haar uit, wil haar beheersen. De natuur wordt door ons geregisseerd met het oog op haar levering van onder andere energie. Heidegger hanteert ook de term bestellen, waarmee hij aangeeft dat er niet alleen sprake is van een ontbergen door ontsluiten en aan het daglicht brengen, maar dat er ook iets anders bevorderd wordt zoals het economisch voordeel. Het ontbergen resulteert dus in een bestellen van de natuur, de dingen én de mensen. Het resultaat is het bestand. Dit bestelde dient ook altijd en overal ter beschikking te staan voor een verdergaand bestellen.
Volgens Heidegger dreigt het menselijke bestaan aan de heerschappij van de moderne techniek ten onder te gaan. De mens heeft behoefte aan een andere denkwijze, waarin de verworvenheden van wetenschap en techniek behouden kunnen blijven, zonder dat de mogelijkheid van een echt menselijk bestaan bij voorbaat opgeheven wordt.
"Wie met de tram gaat hoeft niet te weten hoe die functioneert. Hij kan erop vertrouwen dat alles goed is berekend. Maar als je omringd bent door een leefwereld die zich in zo oneindig veel opzichten laat berekenen en je eraan gewend raakt dat je weliswaar niet alles precies begrijpt, maar weet dat anderen het begrijpen, zul je die zekerheid en garantie ook eisen waar je die eigenlijk niet kunt eisen: op het gebied van de waardeoordelen en de op grond daarvan te nemen beslissingen.”
Tegenover het technische denken waarin activiteit en controle centraal staan, stelt Heidegger het bezinnende denken dat vooral gericht is op authenticiteit en beleving.

### Emeritaat
Na zijn Emeritierung in 1951 spreekt Heidegger in seminars en voordrachten vooral over het wezen van de techniek, van 'het ding', van bouwen en wonen als wezensdelen van het Dasein. Hij waarschuwt voor de 'zijnsvergetelheid' (Seinsvergessenheit) van de techniekaanbidders die zich blind staren op het concrete en maakbare. Ondertussen komt hij terug op het wezen van het zijn – maar nu met de uitdagende techniek als gevaar. Hij citeert hierbij Hölderlin: "wo die Gefahr ist, wächst das Rettende auch".
Groot opzien baart een interview met Heidegger in Der Spiegel (31 mei 1976) dat 10 jaar eerder was afgenomen maar pas na zijn dood mocht worden gepubliceerd. Zo stelt hij dat enkel een god de mensheid nog zou kunnen redden: "Nur noch ein Gott kann uns retten". In het interview neemt Heidegger opnieuw geen afstand van zijn denken en handelen als rector in 1932/1934; opnieuw waarschuwt hij tegen de mateloze wil tot macht die de mens in dit technisch tijdperk (technisches Zeitalter) opnieuw wegvoert van het échte, waarlijke denken, en nu misschien voorgoed.

## Invloed en controverse
Zowel naar de inhoud van zijn werk als qua persoon is Heidegger niet onomstreden. Zijn zeer persoonlijke, vaak moeilijk te begrijpen taalgebruik is in de ogen van 'heideggerianen' fascinerend, hypnotisch en poëtisch. De invloed van zijn taalgebruik vindt men onder meer terug bij Sartre en Derrida. Datzelfde taalgebruik vindt echter geen genade in de ogen van bijvoorbeeld Theodor Adorno (Jargon der Eigentlichkeit) en Günter Grass (Hundejahre) die het als bombastisch en onontwarbaar jargon beschouwen.
In april 1933 verbaasde Heidegger vele van zijn beste vrienden, collega's en studenten door de positie te aanvaarden van de allereerste nationaalsocialistische rector van de universiteit van Freiburg; rond dezelfde tijd werd hij lid van de NSDAP. Tevoren had niets in zijn houding of gedrag op enige sympathie voor het nazisme gewezen; over het algemeen had Heidegger zijn politieke meningen voor zichzelf gehouden. Het meest verbazende is misschien wel het onmiskenbare antisemitisme, zoals blijkt uit zijn dagboeken, van een man die een passionele verhouding had gehad met Hannah Arendt, die een duidelijk respect had voor de vroege fenomenologie van Edmund Husserl en die de filosofische ontwikkeling van talrijke Joodse studenten had gesteund.
Men kan argumenteren dat de filosofie van Heidegger hierboven staat, en dat ze eigenlijk niet geschikt is om te worden toegepast op het nationaalsocialisme, maar het is wel een feit dat Heidegger zelf dit heel uitdrukkelijk probeerde. Volgens hem kon Europa de wereldwijde crisis die veroorzaakt was door de achteruitgang van het zijn, slechts overleven door de combinatie van zijn filosofie met het culturele en geestelijke ontwaken van het Duitse volk dat hij in het nazisme meende te zien.
Onder meer Adorno en Jürgen Habermas hebben geprobeerd aan te tonen dat Heideggers invloed en toonzetting hebben geleid tot een sfeer in Duitsland die leidde tot de opkomst van Hitler. Echter de Franse deconstructivistische filosofen Derrida en Lyotard beschouwen met name de Rektoratsrede van Heidegger als een fundamentele en positieve herwaardering van denken en opvoeding in de moderne staat. Met hen beschouwen veel filosofen het denken van Heidegger als een bron van studie en inspiratie.
Martin Heidegger hechtte weinig belang aan de biografische achtergrond van denkers, getuige zijn uitspraak "Aristoteles is geboren, werkte en is gestorven. Laten we ons nu op zijn denken toeleggen".

### Briefwisselingen
Een aantal verzamelingen van briefwisselingen:
- Martin Heidegger, 'Mein liebes Seelchen' – Briefe Martin Heideggers an seine Frau Elfride 1915–1970 (2005)
- Hannah Arendt / Martin Heidegger: Briefe 1925 bis 1975 und andere Zeugnisse. (3e dr. 2002) [Intussen ook in Nederl. vertaling]
- Martin Heidegger / Karl Jaspers: Briefwechsel 1920–1963. (1990)

### Secundaire literatuur
Schier onoverzienbaar is het aantal publicaties over Heidegger.
Een overzicht van wat tot 2005 verschenen is (7609 titels), vindt men in:
- Alfred Denker & Holger Zaborowski, Heidegger Jahrbuch I (2005), p. 429–578.

### Nederlandstalige literatuur
Voor een algemeen beeld van Heidegger (mens en werk):

#### Vertalingen
- Rüdiger Safranski, Heidegger en zijn tijd, 1995 (een vertaling van Ein Meister aus Deutschland – Heidegger und seine Zeit, 1994), (met bibliografie)

#### Studies
- Elisabeth E. den Hartog - de Haas (2005) 'Sein und Zeit' als reconstructie van de wending tot authenticiteit (Damon Budel), dissertatie
- Victor Farias (1991) "Heidegger and Nazism" ISBN 087722-830-2.
- Elzbieta Ettinger (1995) "Hannah Arendt Martin Heidegger", Yale University Press ISBN 978-0-300-07254-9.
- Samuel IJsseling (1964, 2015) Heidegger. Denken en danken, geven en zijn, Nijmegen, Vantilt, 207p.
- Dirk de Pol (1992) Eigentlichkeit bei Heidegger - Der Begriff der Eigentlichkeit in Sein und Zeit Bibliothek der Philosophie, FU Berlin

#### Secundaire Nederlandse literatuur
- Martin Heidegger, Zijn en Tijd, vert. van SuZ door M. Wildschut (1998)
  - Een uitvoerige inleiding, analyse en toelichting op SuZ geeft Jacob van Sluis, Leeswijzer bij Zijn en Tijd (1998)
- Martin Heidegger, Wat is metafysica Inl. J. Aler; vert. M. van Nierop (1970)
- Martin Heidegger, De oorsprong van het kunstwerk. Vert. M. Wildschut & Chr. Bremmers (1996)
- Martin Heidegger, Het einde van de filosofie en de opgave van het denken. Vert. E. Geerlings & M. Wildschut (1988)
- Martin Heidegger, Gelatenheid Vert. en inl. E. van Doorselaere (1979)
- Martin Heidegger, De techniek en de ommekeer Vert. en inl. H. Berghs (1973)
- Martin Heidegger, Over denken, bouwen en wonen Vert. en inl. H. Berghs (1991)
- Martin Heidegger, De landweg Vert. en inl. Jacob van Sluis en Alfred Denker (2001)
- Martin Heidegger, Het begrip van de tijd – Fenomenologie en theologie Vert. Jacob van Sluis en Alfred Denker (2001)
- Martin Heidegger, Over het wezen van de grond – Over het wezen van de waarheid Vert. Harald van Veghel (2001)
- Martin Heidegger, Alleen nog een God kan ons redden Inl. Jacques De Visscher; vert. Paul Beers (2002)
- Martin Heidegger, De grondvraag van de metafysica Vert. Cornelis Verhoeven (2003)
- Martin Heidegger, Over het humanisme Bezorgd, vertaald en van aantekeningen voorzien. Chris Bremmers (2005)
- Martin Heidegger, Het beginsel van grond Vert. Mark Wildschut (2009)
- Martin Heidegger, Inleiding in de metafysica Vert. H.M. Berghs (herziene editie 2014)
- Martin Heidegger, De vraag naar de techniek Vert. Mark Wildschut (2014)
  - Een uitgebreid commentaar op deze tekst geeft Gerard Visser, Heideggers vraag naar de techniek (2014)
- Alfred Denker, Omdat filosofie leven is. Een archeologie van Martin Heideggers "Sein und Zeit" (diss. 1997)
- Jacob van Sluis, Heidegger, denkwegen en dwaalwegen (diss. 1997)
- Jan Aler (red.), Martin Heidegger 1889–1976: filosofische weerklank in de Lage Landen (1991)
- Marinus Schroevers, Heideggers deel is het verslag van een zwerftocht langs de oorden die Heideggers leven hebben gemarkeerd. Filosofie en geschiedenis correleren zodanig dat de metafysica vaste voet in de tijd wordt verschaft. Tweede herziene druk (2006).